# Darıhüyük, Aksaray
Darıhüyük là một xã thuộc huyện Aksaray, tỉnh Aksaray, Thổ Nhĩ Kỳ. Dân số thời điểm năm 2010 là 246 người.